# Otto Bache
Otto Bache (født 21. august 1839 i Roskilde, død 28. juni 1927 i København) var en dansk maler.
Otto Bache blev som 11-årig optaget på Kunstakademiet, hvor han lærte at male af blandt andre Wilhelm Marstrand. I 1857 fik han akademiets store sølvmedalje, der svarede til et afgangsbevis. Otto Baches valg af emner var i starten især dyrenes liv og portrætter og mindre figurbilleder. Senere malede han større historiske kompositioner.
I 1866 fik han Akademiets Rejseunderstøttelse og tog til Paris, hvis kunst i høj grad påvirkede hans allerede i Marstrands Skole udviklede maleriske foredrag. To så kraftig udførte billeder som Karréheste og Franske Omnibusheste i Stald (1867-68) vidnede om hans fremskridt. Sit andet rejseår tilbragte Bache i Italien, og efter hjemkomsten giftede han sig i 1868 med Clara Charlotte Elise Haagensen.
Han var Kommandør af 1. grad af Dannebrog og Dannebrogsmand. Hans gravsted findes på Holmens Kirkegård.
Af hans arbejder kan fremhæves:
- Efter Vildsvinejagten (Den Kgl. Malerisamling, 1876).
- Et Kobbel Heste uden for en Kro, med dyrene næsten i legemsstørrelse og med, som så tit i Baches billeder, et virkningsfuldt landskab som baggrund (Kongens Privatsamling, 1878).
- Vintermorgen ved Børsen, med en træffende valgt diset luftvirkning over og om de talrige figurer (1881).
- De sammensvorne rider fra Finderup efter mordet på Erik Klipping Skt. Cæcilienat 1286 (Det nationalhistoriske museum på Frederiksborg, 1882).
- Slutning af Parforcejagten paa Frijsenborg (1884), med en mængde portrætfigurer.
- Køerne drives ud af Stalden; Morgen sent i Oktober, med dyrene i legemsstørrelse (Den Kgl. Malerisamling, 1883)
- Christian IV’s Kroningstog (Nationalmusæet på Frederiksborg, 1887), hans største og betydeligste værk.

I hele denne række billeder, der kun er et udvalg af, hvad han har malet, støttes den sunde, energiske udførelse af en stedse mere udviklet sans for en farvevirkning, hvori kraft parres med finhed.

## Billeder
| - Værker af Otto Bache - Viceadmiral Edouard Suenson (Søtræfningen ved Helgoland 1864 Maleri fra 1882 - Tordenskjold i Marstrand, 1875 Odense Bys Museer. - Efter vildsvinejagten, 1876 - Et kobbel heste uden for en kro, 1878 - "De sammensvorne rider fra Finderup efter mordet på Erik Klipping 1286", 1882 Frederiksborgmuseet. - Køerne drives ud af stalden, 1885 - Oberst Max Müller ved Sankelmark 6. februar 1864 Maleri fra 1886 Ribe Kunstmuseum. - Christian IV’s kroningstog 1596 Maleri fra 1887 Frederiksborgmuseet. - Frederik 8. på Amalienborgs balkon, 1911 - Brygger J.C. Jacobsens hoved, uklar datering |